# Королёв, Сергей Павлович
Серге́й Па́влович Королёв (30 декабря 1906  [12 января 1907], Житомир, Волынская губерния, Российская империя[…] — 14 января 1966[…], Москва, СССР) — советский учёный, конструктор ракетно-космических систем. Дважды Герой Социалистического Труда. Академик АН СССР (1958). Член-корреспондент Академии артиллерийских наук. Председатель Совета главных конструкторов СССР (1946—1966). Лауреат Ленинской премии. Инженер-полковник.
Один из основных создателей советской ракетно-космической техники, обеспечившей стратегический паритет и сделавшей СССР передовой ракетно-космической державой, и одна из ключевых фигур в освоении человеком космоса, один из основателей практической космонавтики. В официальных документах СССР его называли просто «Главный конструктор». Под его руководством был организован и осуществлён запуск первого искусственного спутника Земли и корабля, пилотируемого первым космонавтом Юрием Гагариным.
В 1938 году Королёв был арестован НКВД по ложным обвинениям в контрреволюционной деятельности. Следователи подвергли его пыткам и шантажу, угрожая его семье. Спустя 5 недель после ареста Королёв признал свою вину, был объявлен «врагом народа» и приговорён к заключению в исправительно-трудовых лагерях. Часть срока отбывал на Колыме и в конструкторских бюро тюремного типа. Был досрочно освобождён в 1944 году без реабилитации; реабилитирован «за отсутствием состава преступления» в 1957 году.
Член КПСС с июля 1953 года.

## Биография

### Детство
Родился поздним вечером 30 декабря 1906 (12 января 1907) года в городе Житомире

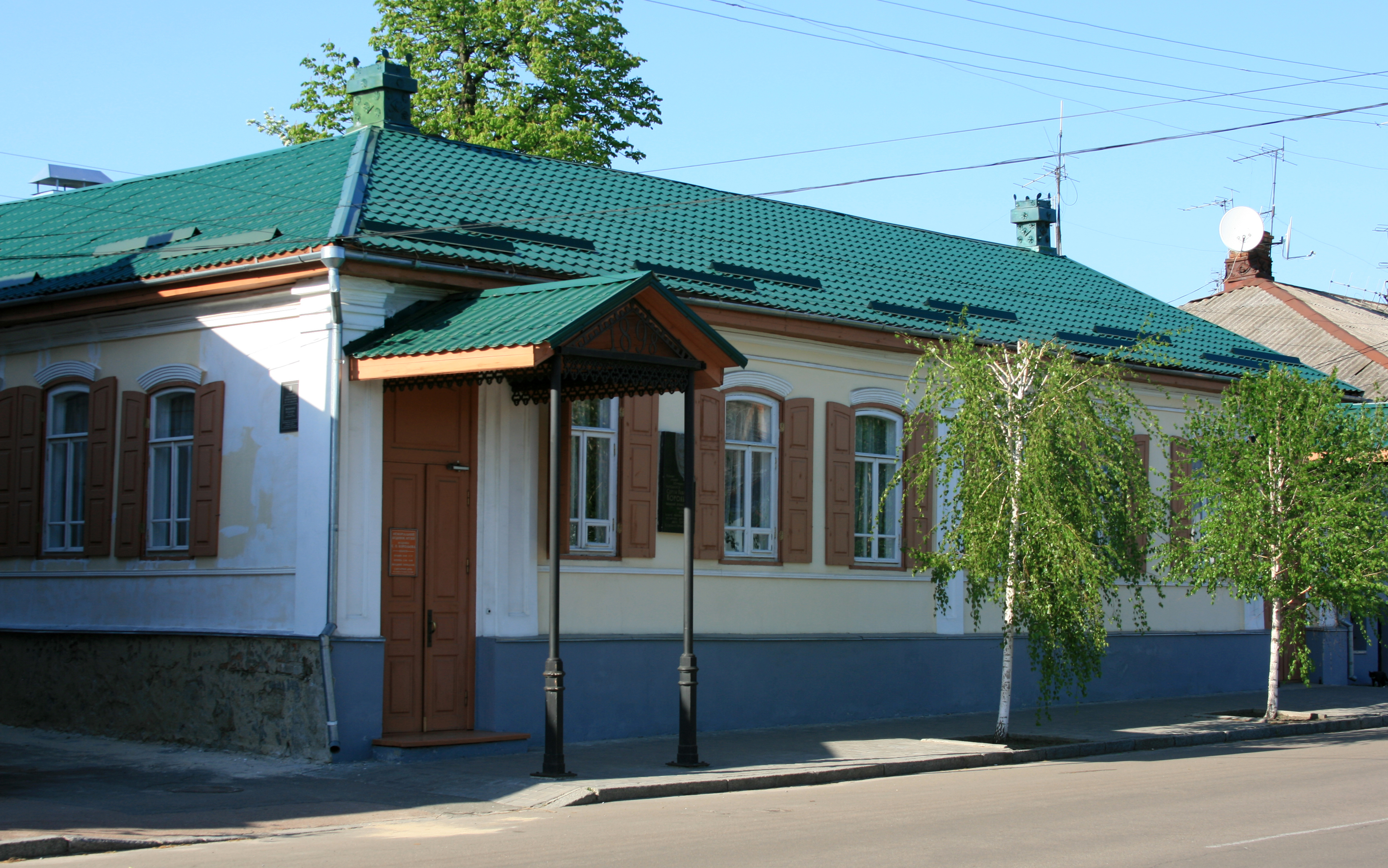
Дом в Житомире, где родился и провёл первые полтора года жизни Сергей Королёв, ныне его дом-музей

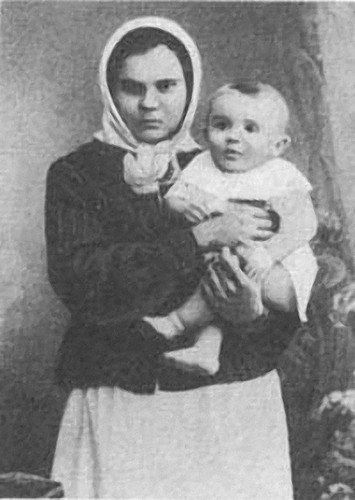
С няней Варварой Ивановной Марченко, 1907 год

в семье учителя русского языка и словесности Павла Яковлевича Королёва (1877—1929), родом из Могилёва, и дочери нежинского купца — Марии Николаевны Москаленко (Баланиной) (1888—1980). Крестили его в Софийской церкви.
28 июня 1908 года семья Королёвых переехала в Киев, где отец получил место преподавателя русского языка и словесности в Пятой мужской гимназии М. А. Стельмашенко. В то же время в Могилёве от туберкулёза лёгких умер отец Павла Яковлевича, и все заботы о матери и двух несовершеннолетних сёстрах-близнецах легли на него. Он их перевёз в Киев и снял две квартиры: для своей семьи — небольшую квартиру № 6 во флигеле дома на Ивановской, 31 (ныне Тургеневская улица, 35) у Ольги Терентьевны Петрухиной, и для матери с младшими детьми — в другом флигеле того же дома.

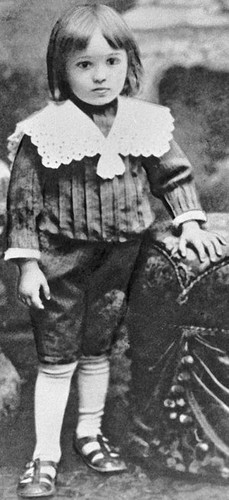
Сергей Королёв в детстве, 1909 год

13 августа 1910 года мать подала прошение председателю Педагогического совета Киевских Высших женских курсов о принятии на германо-романское отделение историко-филологического факультета, и вскоре стала слушательницей курсов. После поступления Марии на курсы семейная жизнь разладилась окончательно, и она переехала жить к своей сестре Анне Николаевне, которая тоже снимала небольшую комнату по Фундуклеевской улице в доме № 10, а маленького Серёжу осенью 1910 года отправили в Нежин к бабушке Марии Матвеевне (урождённая Фурса, 1863—1940) и дедушке Николаю Яковлевичу Москаленко (1842—1920). Отец был вне себя, подал заявление в Нежинский суд, чтобы ему отдали сына, но получил отказ. Официально Павел Яковлевич развёлся только в 1916 году.
В Нежине трёхлетний Королёв находился на попечении бабушки и няни. Активное участие в воспитании принимал и его дядя — весёлый, жизнерадостный Василий Николаевич. Он катал мальчика на велосипеде, учил играть в крокет, фотографировать, учил проявлять и печатать фотографии, изготовил качели и снежные горки, приобщал к музыке.
По отзывам окружающих, в детстве Королёв был красивым, шустрым, любознательным и ласковым мальчиком. Серёжа рос среди взрослых. Друзей-сверстников у него не было. Выпускать его на улицу боялись, поскольку отец грозился увезти сына. Именно поэтому калитка усадьбы Москаленко всегда была на запоре.
В то время в Нежине произошло необычное для тех лет событие, которое произвело огромное впечатление на маленького Серёжу Королёва, и возможно, повлияло на его дальнейшую судьбу.

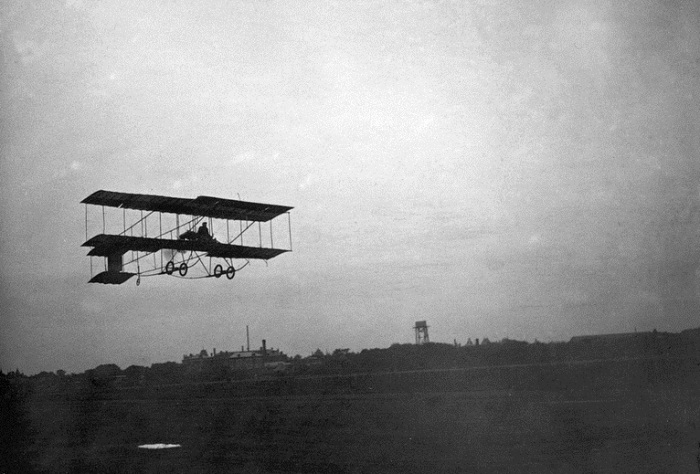
Сергей Уточкин на самолёте Farman IV, 1910 год

4 июня 1911 года в Нежин приехал один из первых русских лётчиков, популяризатор авиации Сергей Уточкин. Самолёт в Нежин доставили поездом, на лошадях перевезли на ярмарочную площадь и там подготовили к полёту. Бабушка и дедушка с внуком на плечах отправились на площадь. Маленький Серёжа был потрясён… Когда приехала Мария Николаевна, он взволновано рассказывал ей, что сам видел, как полетела машина с крылышками и в ней сидел человек.

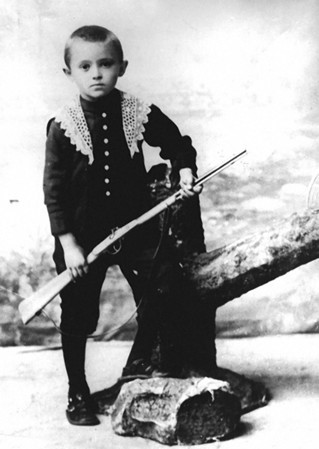
Сергей Королёв, 1912 год

Летом 1914 года пришли тяжёлые времена — в первый же месяц Мировой войны старшие Москаленко оказались разорены, и в августе Серёжа вместе с бабушкой и дедушкой переехали в Киев. Так закончился нежинский период жизни. Больше в этом городе Сергей Королёв никогда не был.
В августе 1914 года семья Москаленко сняла в центре Киева на третьем этаже четырёхэтажного дома № 6 (сейчас уже под № 3) по Некрасовской улице пятикомнатную квартиру № 5.
В 1915 году поступил в подготовительные классы гимназии в Киеве.
В 1917 году пошёл в первый класс гимназии в Одессе, куда переехали мать, Мария Николаевна Баланина, и отчим — Григорий Михайлович Баланин (1881—1963).
В гимназии Королёв учился недолго — вскоре её закрыли; потом были четыре месяца единой трудовой школы. Далее получал образование дома — его мать и отчим были учителями, а отчим, помимо педагогического, имел инженерное образование.

### Начало карьеры

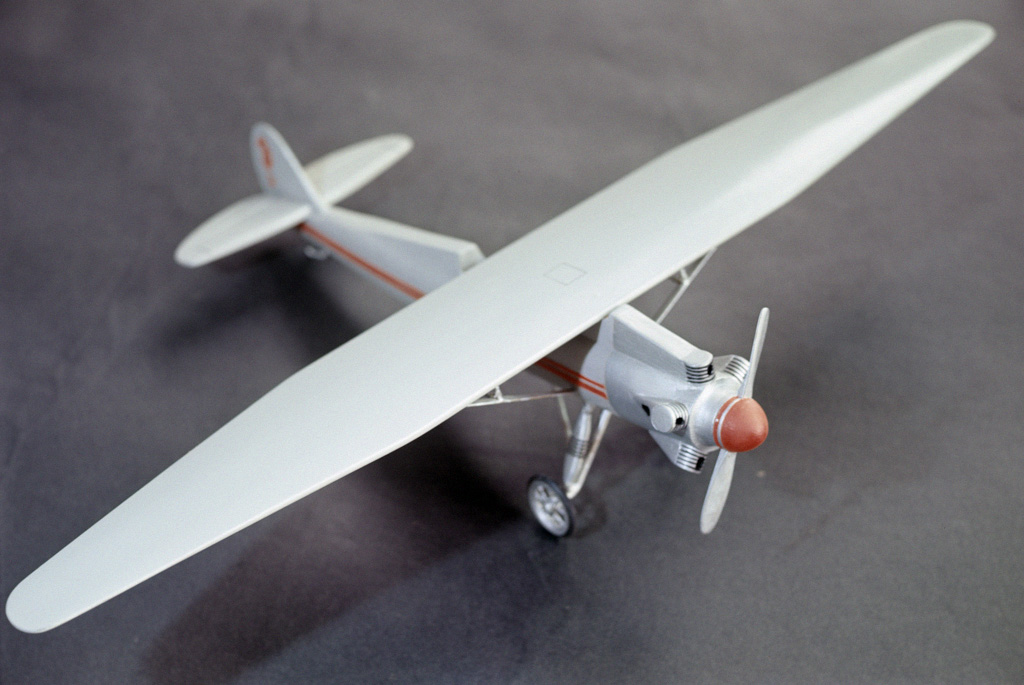
Модель одного из самолётов конструкции Королёва

Ещё в школьные годы Сергей интересовался новой тогда авиационной техникой и проявил к ней исключительные способности.
В 1921 году познакомился с лётчиками Одесского гидроотряда и активно участвовал в авиационной общественной жизни: с 16 лет — как лектор по ликвидации «авиабезграмотности», а с 17 лет — как автор проекта безмоторного самолёта К-5.
В 1922—1924 годах учился в строительной профессиональной школе, занимаясь во многих кружках и на разных курсах.
В 1923 году стал членом ОАВУК — Общество авиации и воздухоплавания Украины и Крыма. Сохранилась его характеристика члена: «Дано сие тов. Королёву С. П. в том, что он в кружке планеристов Губотдела ОАВУК с июня 1923 года принимал активное участие во всех работах».

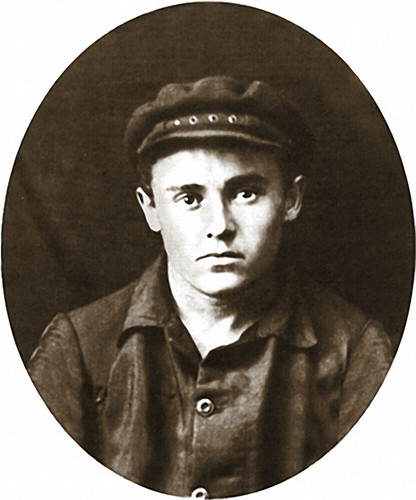
Сергей Королёв на практике после окончания первого курса КПИ. Конотоп, лето 1925 года

Поступив в 1924 году в Киевский политехнический институт по профилю авиационной техники, Королёв за два года освоил в нём общие инженерные дисциплины и стал спортсменом-планеристом. Осенью 1926 года перевёлся в Московское высшее техническое училище (МВТУ) имени Н. Э. Баумана.

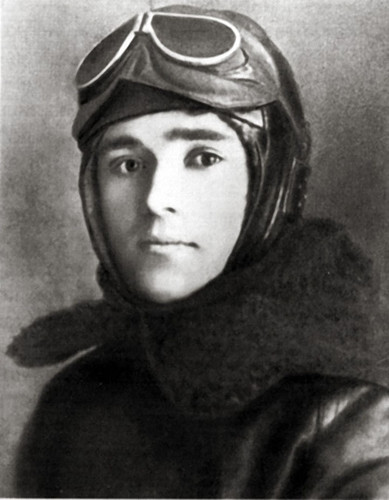
Сергей Королёв в лётной форме, 1929 год

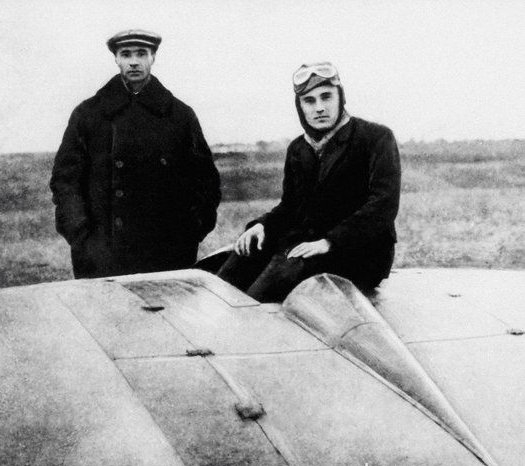
Борис Черановский и Сергей Королёв, БИЧ-8, 1929 год

За время учёбы в МВТУ Королёв уже получил известность как молодой способный авиаконструктор и опытный планерист. 2 ноября 1929 года на планёре «Жар-птица» конструкции М. К. Тихонравова Королёв сдал экзамены на звание «пилот-паритель», а в декабре того же года защитил дипломную работу — проект самолёта СК-4. По окончании МВТУ около года работал в ЦАГИ. Спроектированные им и построенные летательные аппараты — планёры «Коктебель», «Красная Звезда» и лёгкий самолёт СК-4, предназначенный для достижения рекордной дальности полёта, — показали незаурядные способности Королёва как авиационного конструктора. Так, планер СК-3 «Красная Звезда» впервые в СССР был специально спроектирован для выполнения фигур высшего пилотажа и, в частности, мёртвой петли, что и было успешно продемонстрировано лётчиком Василием Степанчонком в ходе VII Всесоюзного планерного слёта в Коктебеле 28 октября 1930 года.
Идея построить ракетоплан у Королёва появилась «после знакомства с трудами Циолковского и близкого знакомства с Цандером». В сентябре 1931 года Королёв и талантливый энтузиаст в области ракетных двигателей Фридрих Цандер добились создания в Москве с помощью Осоавиахима общественной организации — Группы изучения реактивного движения (ГИРД); в апреле 1932 года она стала по существу государственной научно-конструкторской лабораторией по разработке ракетных летательных аппаратов, в которой были созданы и запущены первые советские жидкостно-баллистические ракеты (БР) ГИРД-09 и ГИРД-10.
17 августа 1933 года был осуществлён первый удачный пуск ракеты ГИРД.
В 1933 году приказом Реввоенсовета на базе московской ГИРД и ленинградской Газодинамической лаборатории (ГДЛ) был создан Реактивный научно-исследовательский институт НК ВиМД СССР под руководством Ивана Клеймёнова. Королёв был сначала назначен его заместителем, но уже в начале 1934 года он был освобождён от этой должности. В 1935 году он стал начальником отдела ракетных летательных аппаратов; в 1936 году ему удалось довести до испытаний крылатые ракеты: зенитную — «217» с пороховым ракетным двигателем и дальнобойную — «212» с жидкостным ракетным двигателем. В его отделе к 1938 году были разработаны проекты жидкостных крылатой и баллистической ракет дальнего действия, авиационной ракеты для стрельбы по воздушным и наземным целям (ракета «301») и зенитных твердотопливных ракет. Однако расхождения во взглядах на перспективы развития ракетной техники заставили Королёва оставить пост заместителя директора, и он был назначен на должность начальника сектора.
В феврале 1938 года в совместном с Е. С. Щетинковым докладе Королёв изложил возможности использования ракетоплана в различных целях, в том числе обосновал его применение в роли высотного истребителя-перехватчика. Вплоть до ареста 27 июня того же года он продолжал работать над прототипом ракетоплана с жидкостным реактивным двигателем. Впоследствии работа над этим проектом продолжилась под руководством А. Я. Щербакова, первый полёт ракетоплана РП-318-1 с работающим двигателем состоялся 28 февраля 1940 года.

### Воинские звания
Королёву было присвоено воинское звание лейтенанта Военно-воздушных сил (ВВС) Рабоче-крестьянской Красной армии (РККА), в дальнейшем воинское звание старшего лейтенанта ВВС РККА. При назначении на должность заместителя начальника РНИИ по научной работе 9 ноября 1933 года ему была присвоена служебная категория дивизионного инженера инженерно-авиационной службы. Освобождён от должности в начале 1934 года и 11 января 1934 года приказом по личному составу РККА был уволен с действительной воинской службы в резерв.
Вскоре после войны англичане продемонстрировали запуск немецкой ракеты «Фау-2» (пуск осуществляли немецкие специалисты). По указанию руководства Королёв приехал на этот пуск под чужой фамилией в форме капитана-артиллериста Советской армии. При этом его забыли снабдить фронтовыми наградами, что вызвало повышенный интерес английской разведки.
В 1946 году получил звание полковника.

### Арест, Колыма и шарашка

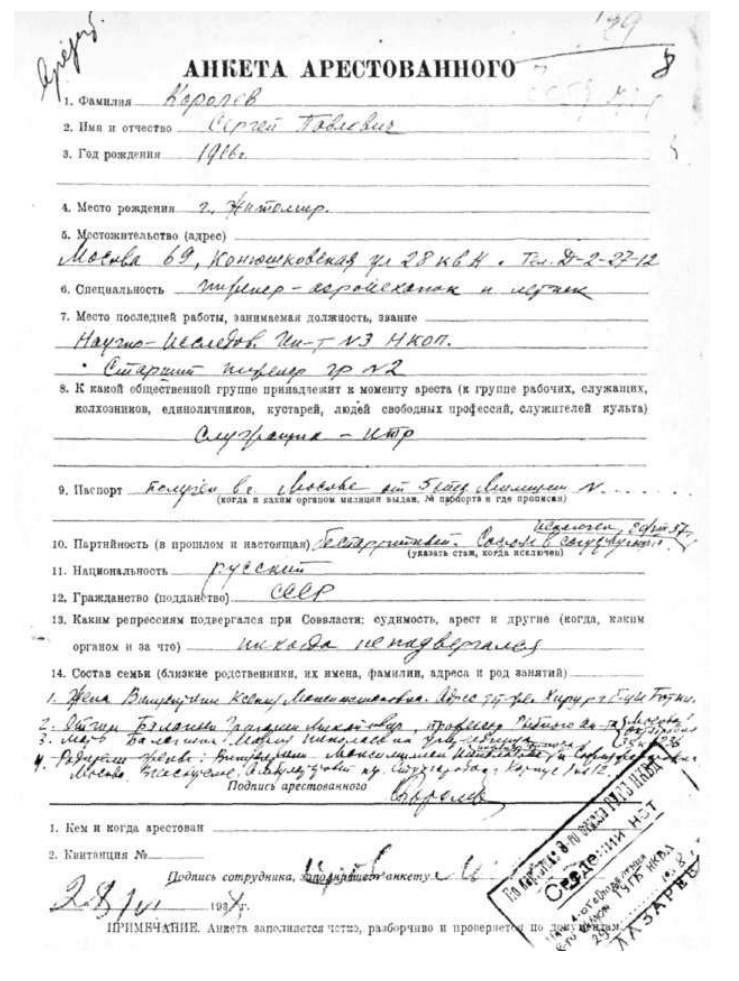
Анкета арестованного, заполненная Королёвым. Бутырская тюрьма, 28 июня 1938 года

29 мая 1938 года Королёв совместно с конструктором Арвидом Палло проводил испытание по отработке системы питания крылатой ракеты 312, а также подготовку её к огневым испытаниям. При проведении испытаний произошёл взрыв трубопровода, из-за которого Королёв, находившийся вблизи стенда, где проводилось испытание, получил травму головы.
Королёв был арестован 27 июня 1938 года, после ареста Ивана Клеймёнова и других работников Реактивного института. Арест Королёва санкционировал помощник Прокурора СССР Андрея Вышинского Григорий Рагинский. Постановление на арест писал заместитель наркома внутренних дел СССР Семён Жуковский. Формальными основаниями для ареста явились показания, данные под пытками, арестованных ранее Ивана Клеймёнова, Георгия Лангемака и Валентина Глушко, в которых Королёв якобы являлся участником некой контрреволюционной троцкистской организации внутри РНИИ, «ставящей своей целью ослабление оборонной мощи в угоду фашизму». Следствие по делу вели лейтенанты оперуполномоченные НКВД Николай Быков и Михаил Николаевич Шестаков.
Обвинения были предъявлены по двум пунктам статьи 58: 58-7 — «Подрыв государственной промышленности …, совершённый в контрреволюционных целях путём соответствующего использования государственных учреждений и предприятий, или противодействие их нормальной деятельности» — и 58-11 — «Всякого рода организационная деятельность, направленная к подготовке или совершению предусмотренных в настоящей главе преступлений …». Утверждалось, что с 1935 года Королёв проводил преступную работу по срыву отработки и сдачи на вооружение РККА новых образцов вооружения.
Следователям потребовалось пять недель, чтобы выбить из Королёва нужные им показания. Его объявили «врагом народа», держали в одиночной камере, сломали челюсть, угрожали арестом жены и отправкой дочери в детский дом. О избиениях и издевательствах следователей сам Королёв утверждал в своём письме на имя Сталина от 13 июля 1940 года с просьбой объективно расследовать его дело. Журналист Ярослав Голованов приводил свидетельства анестезиолога, участвовавшего в хирургической операции: у С. П. Королёва были сломаны и плохо залечены обе челюсти.
25 сентября 1938 года включён в список лиц, подлежащих суду Военной коллегии Верховного суда СССР. В списке он шёл по первой (расстрельной) категории. Список был завизирован Сталиным, Молотовым, Ворошиловым и Кагановичем.
Осуждён Военной Коллегией Верховного Суда СССР 27 сентября 1938 года, обвинение: ст. 58-7, 11. Приговор: 10 лет ИТЛ, 5 лет поражения в правах с конфискацией имущества.
После вынесения приговора 27 сентября 1938 года Королёва перевели в пересыльную тюрьму в Новочеркасске, где он провел следующие девять месяцев, а затем в июне 1939 года этапировали на Колыму. 3 августа 1939 года находился на золотом прииске Мальдяк Западного горнопромышленного управления и был занят на так называемых «общих работах». На Колыме Королёв провел пять месяцев, был истощен и измотан, потерял все зубы от цинги и страдал от проблем с сердцем, которые продолжали мучить его и в последующие десятилетия. От смерти его спас другой заключённый, Михаил Усачёв, бывший директор Московского авиазавода, знавший Королёва ещё на свободе. Усачёв помог устроить Королёва в санчасть.
Бороться за пересмотр дела Королёва первой начала его мать, заручившись поддержкой депутатов Верховного Совета СССР М. М. Громова и В. С. Гризодубовой. 13 июня 1939 года Пленум Верховного Суда СССР отменил приговор Военной Коллегии Верховного Суда СССР, а следственное дело по обвинению Королёва было передано на новое расследование.
В результате Королёв 23 декабря 1939 года был направлен с прииска Мальдяк в распоряжение Владлага и потом в Москву на пересмотр дела. По дороге с прииска Королёв заболел и оказался в лазарете. Он опоздал в Магадане на последний рейс парохода «Индигирка» перед закрытием навигации. Возможно, это спасло Сергея Павловича от смерти: пароход затонул в Японском море во время шторма, погибло 745 из 1173 человек на борту.
В Москву прибыл 2 марта 1940 года. В ходе нового следствия Королёв показал, что данные им показания на следствии в 1938 году не соответствуют действительности и являются ложными. Однако после окончания нового следствия 28 мая 1940 года было составлено Обвинительное заключение, он был судим вторично Особым совещанием, приговорён к 8 годам заключения и направлен в московскую спецтюрьму НКВД ЦКБ-29.
Первое время Королёв работал ассистентом Льва Термена, также направленного отбывать заключение в «туполевскую шарагу»; одним из направлений их деятельности была разработка беспилотных летательных аппаратов, управляемых по радио — прообразов современных крылатых ракет. Затем под руководством Андрея Туполева, также заключённого, принимал активное участие в создании бомбардировщиков Пе-2 и Ту-2 и одновременно инициативно разрабатывал проекты управляемой аэроторпеды и нового варианта ракетного перехватчика.
Это послужило причиной для перевода Королёва в 1942 году в другое КБ тюремного типа — ОКБ-16 при Казанском авиазаводе № 16 (ныне — Открытое акционерное общество «Казанское моторостроительное производственное объединение» — ОАО «КМПО»), где велись работы над ракетными двигателями новых типов с целью применения их в авиации. Здесь Королёв со свойственным ему энтузиазмом отдаётся идее практического использования ракетных двигателей для усовершенствования авиации: сокращения длины разбега самолёта при взлёте и повышения скоростных и динамических характеристик самолётов во время воздушного боя.
В начале 1943 года он был назначен главным конструктором группы реактивных установок. Занимался улучшением технических характеристик пикирующего бомбардировщика Пе-2, первый полёт которого с действующей ракетной установкой состоялся в октябре 1943 года.
По воспоминаниям Леонида Кербера о периоде работы в шарашке, Королёв был скептик, циник и пессимист, абсолютно мрачно смотревший на будущее. «Хлопнут без некролога», — была любимая его фраза. Вместе с этим есть высказывание лётчика-космонавта Алексея Леонова относительно Королёва в 1960-х годах: «Он никогда не был озлоблен… Он никогда не жаловался, никого не проклинал, не ругал. У него на это не было времени. Он понимал, что озлобленность вызывает не творческий порыв, а угнетение».
В июле 1944 года Королёва досрочно освободили из заключения со снятием судимости, но без реабилитации (протокол от 27 июля 1944 года заседания Президиума Верховного Совета СССР) по личному указанию И. В. Сталина, после чего он ещё год проработал в Казани. 12 января 2007 года на здании (проходной) ОАО «КМПО» был торжественно открыт горельеф Королёва работы скульптора Махмута Гасимова.
Королёв подал заявление о реабилитации в Военную прокуратуру 30 мая 1955 года, и был реабилитирован «за отсутствием состава преступления» 18 апреля 1957 года.
Королёв стал одним из первых преподавателей на кафедре реактивных двигателей Казанского авиационного института.

### Разработка баллистических ракет
8 сентября 1945 года Королёв вылетел в Берлин, чтобы в советской оккупационной зоне (в Тюрингии) участвовать в изучении трофейной ракетной техники. В 1946 году там был создан новый советско-германский ракетный институт «Нордхаузен», главным инженером которого был назначен Королёв.
Для изучения и воспроизведения ракет Фау-2 на крупном подмосковном артиллерийском заводе № 88 в конце 1945 года было организовано Специальное конструкторское бюро по ракетной технике (СКБ РТ). Руководителем Королёва в СКБ РТ стал В. П. Глушко, в свое время давший показания против Королёва, что привело к аресту и осуждению последнего. Их непростые, а иногда и открыто враждебные, отношения оказали влияние на будущую советскую космическую программу. Когда представители СКБ прибыли в институт «Нордхаузен» для ознакомления с Фау-2, было принято решение назначить руководителем изготовления копии Фау-2 Королёва.
В 1946 году он был назначен начальником отдела № 3 НИИ-88. В то же время должность Главного конструктора СКБ РТ была заменена на должность начальника и введены должности главных конструкторов по каждой ракете. В результате Королёв стал Главным конструктором.
Говоря о конструировании советских ракет, последовавших за Р-1, трудно разграничить временны́е периоды по их созданию. Так, об Р-2 Королёв задумывался ещё в Германии, когда проект Р-1 ещё не обсуждался, Р-5 разрабатывался им ещё до сдачи Р-2, а ещё раньше началась работа над небольшой мобильной ракетой Р-11 и первые расчёты по межконтинентальной ракете Р-7.
Зимой 1947 года С. П. Королёв прибывает в Подлипки (в те годы — г. Калининград, ныне район г. Королёва Московской области) на спецпоезде. В 1948 году Королёв начал лётно-конструкторские испытания баллистической ракеты Р-1 (аналога Фау-2) и в 1950 году успешно сдал её на вооружение.
Распоряжением правительства СССР от 24.04.1950 было создано ОКБ-1 НИИ-88 МВ СССР, а его начальником и Главным конструктором стал Королёв.
В течение одного только 1954 года Королёв одновременно работал над различными модификациями ракеты Р-1 (Р-1А, Р-1Б, Р-1В, Р-1Д, Р-1Е), закончил работу над Р-5 и наметил пять разных её модификаций, завершил сложную и ответственную работу над ракетой Р-5М — с ядерным боевым зарядом. Шли работы по Р-11 и её морскому варианту Р-11ФМ, и всё более ясные черты приобретала межконтинентальная Р-7.
В 1956 году под руководством Королёва была создана двухступенчатая межконтинентальная баллистическая ракета Р-7 с отделяющейся головной частью массой 3 тонны и дальностью полёта 8 тыс. км. Ракета была успешно испытана в 1957 году на построенном для этой цели полигоне № 5 в Казахстане (нынешний космодром Байконур). Для боевого дежурства этих ракет в 1958—1959 годах была построена боевая стартовая станция (объект «Ангара») в районе посёлка Плесецк (Архангельская область, нынешний космодром Плесецк). Модификация ракеты Р-7А с увеличенной до 11 тыс. км дальностью состояла на вооружении РВСН СССР с 1960 по 1968 год.
В 1957 году создал первые баллистические ракеты Р-11ФМ на стабильных компонентах керосин плюс азотнокислый окислитель (мобильного наземного и морского базирования); стал первопроходцем в этих[каких?] новых и важных направлениях развития ракетного вооружения.

### Во главе совета главных конструкторов
Совет главных конструкторов — неформальный совет по развитию ракетной отрасли СССР под руководством Сергея Королёва, объединял главных конструкторов основных предприятий, участвовавших в ракетно-космической программе 1940-х — 1950-х годов. Существовал с момента развёртывания крупномасштабных работ в отрасли (1946 год), был расширен в 1954 году. Возглавлял совет Королёв, объединявший действия ученых и конструкторов, направлявший их работу к достижению единой цели — созданию баллистических, а затем и космических ракет. Фактически, руководство советом Королёвым осуществлялось примерно до 1961 года, когда его члены перешли на сторону Владимира Челомея, который возглавил аналогичный совещательный орган, также называвшийся Советом главных конструкторов и просуществовавший примерно до 1966 г., когда В. Н. Челомей утратил свои позиции после отставки Н. С. Хрущёва с поста Генерального секретаря ЦК КПСС. Окончательно Совет главных конструкторов прекратил своё существование как самостоятельное явление в 1966 году, после смерти Королёва, хотя отдельные сообщения о проведении заседаний органа с аналогичным названием относятся и к концу 1966 года, и к более поздним датам. Впоследствии, в 1970-е — 1980-е гг. в СССР существовали внутриведомственные и корпоративные советы главных конструкторов крупных научно-производственных объединений военно-промышленного комплекса (включавших в себя по несколько конструкторских учреждений и соответствующее количество главных конструкторов).

### Первый искусственный спутник Земли

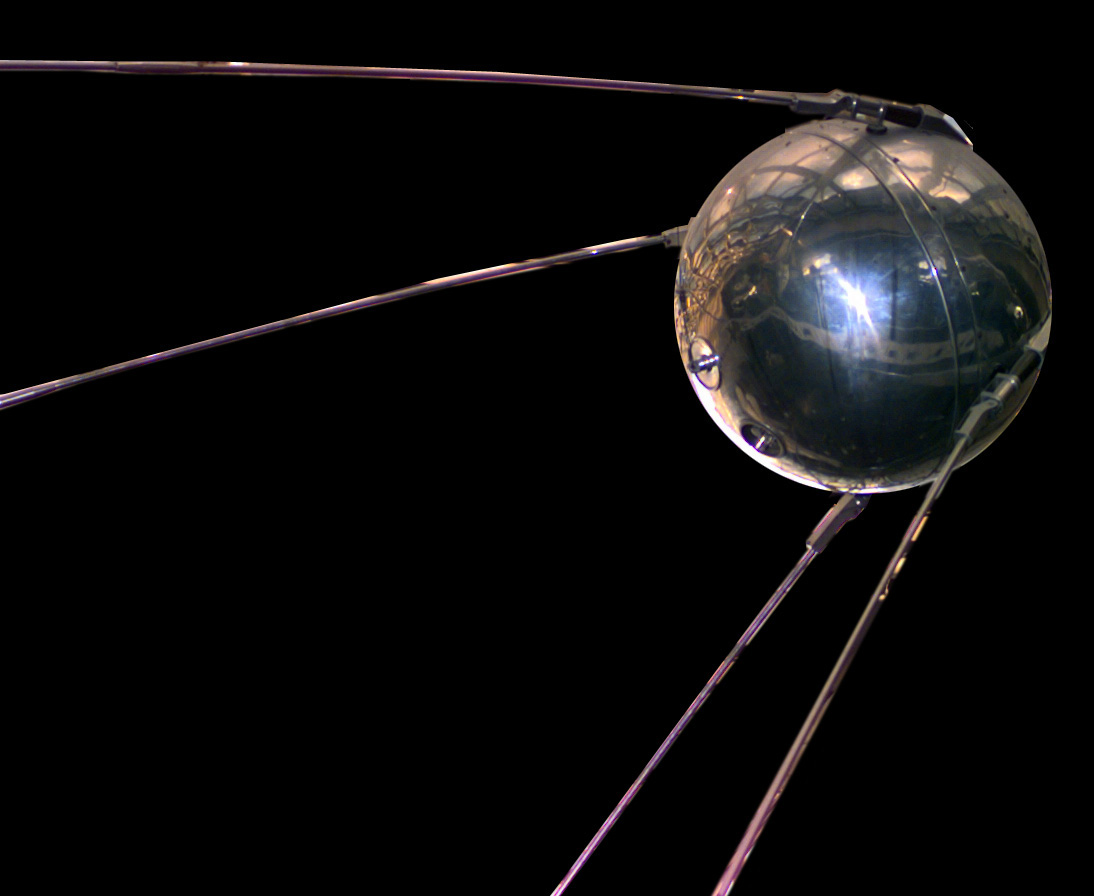
Первый в мире искусственный спутник Земли (1957)

В 1955 году (задолго до лётных испытаний ракеты Р-7) Королёв, Мстислав Келдыш, Михаил Тихонравов вышли в правительство с предложением о выведении в космос при помощи ракеты Р-7 искусственного спутника Земли (ИСЗ). Правительство поддержало эту инициативу. В августе 1956 года ОКБ-1 вышло из состава НИИ-88 и стало самостоятельной организацией, главным конструктором и директором которой был назначен Королёв.
Для реализации пилотируемых полётов и запусков автоматических космических станций Королёв разработал на базе боевой ракеты семейство совершённых[прояснить] трёх- и четырёхступенчатых носителей.
4 октября 1957 года был запущен на околоземную орбиту первый в истории человечества искусственный спутник Земли. Запуск спутника высоко поднял международный авторитет СССР как страны передовой науки и техники.
В 1964 году Королёв (под псевдонимом профессор К. Сергеев) дал оценку первому спутнику:
Он был мал, этот самый первый искусственный спутник нашей старой планеты, но его звонкие позывные разнеслись по всем материкам и среди всех народов как воплощение дерзновенной мечты человечества

### Другие спутники и запуск космических аппаратов на Луну
Параллельно с подготовкой к пилотируемым полётам велись работы над спутниками научного, народнохозяйственного и оборонного назначения. В 1958 году разработаны и выведены в космос геофизический Спутник-3, а затем и парные спутники «Электрон» для исследования радиационных поясов Земли. В 1959 году созданы и запущены три автоматические станции к Луне: «Луна-1» пролетела вблизи Луны, впервые зарегистрировав Солнечный ветер, «Луна-2» впервые в мире совершила перелёт с Земли на другое космическое тело, доставив на Луну вымпелы Советского Союза, «Луна-3» впервые выполнила фотографирование обратной (невидимой с Земли) стороны Луны, было отснято около 70 % обратной стороны Луны. В дальнейшем Королёв начал разработку более совершенного лунного аппарата для мягкой посадки на поверхность Луны, фотографирования и передачи на Землю лунной панорамы (объект Е-6).

### Человек в космосе

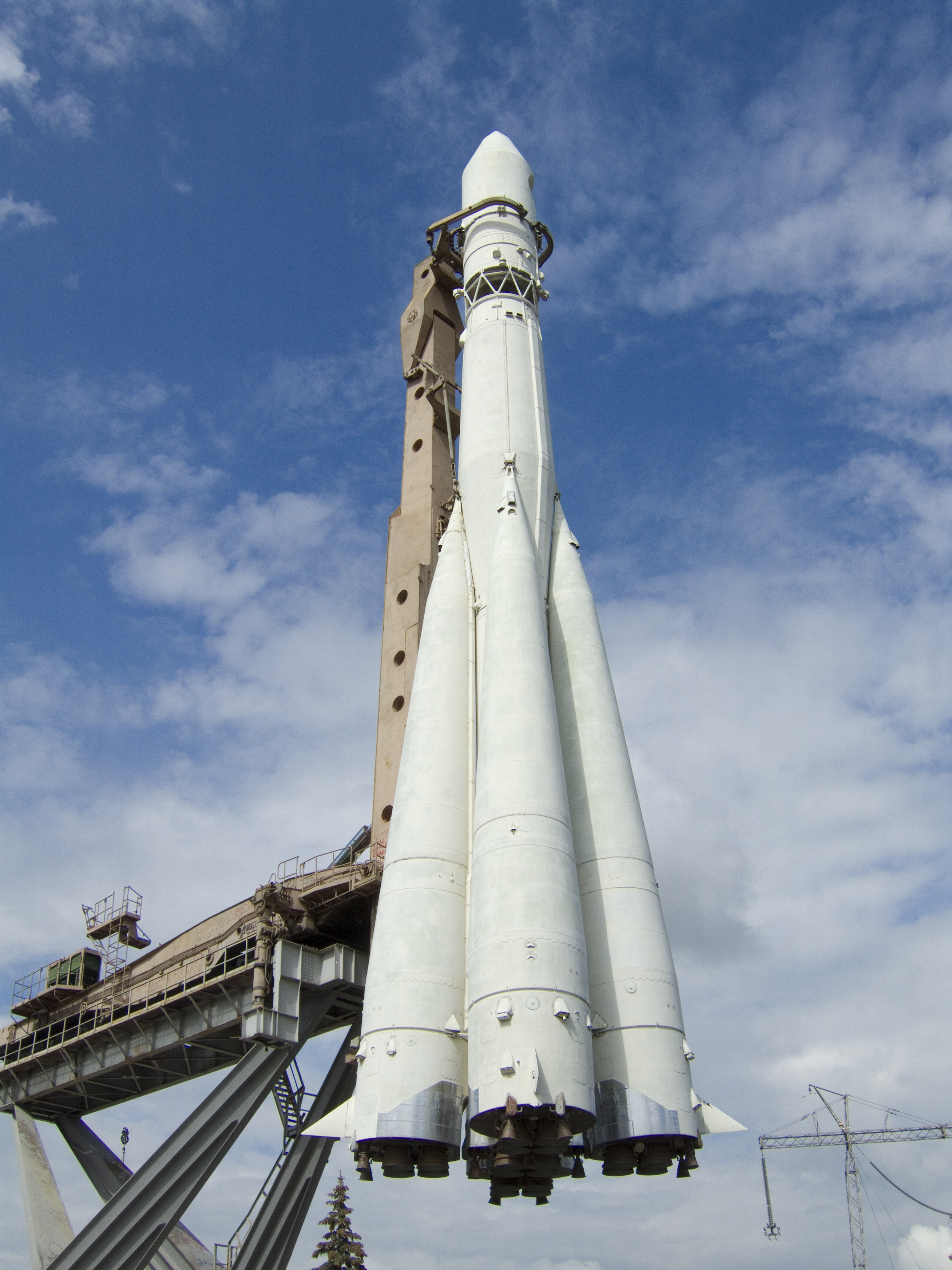
Макет ракеты «Восток» в Москве на ВДНХ

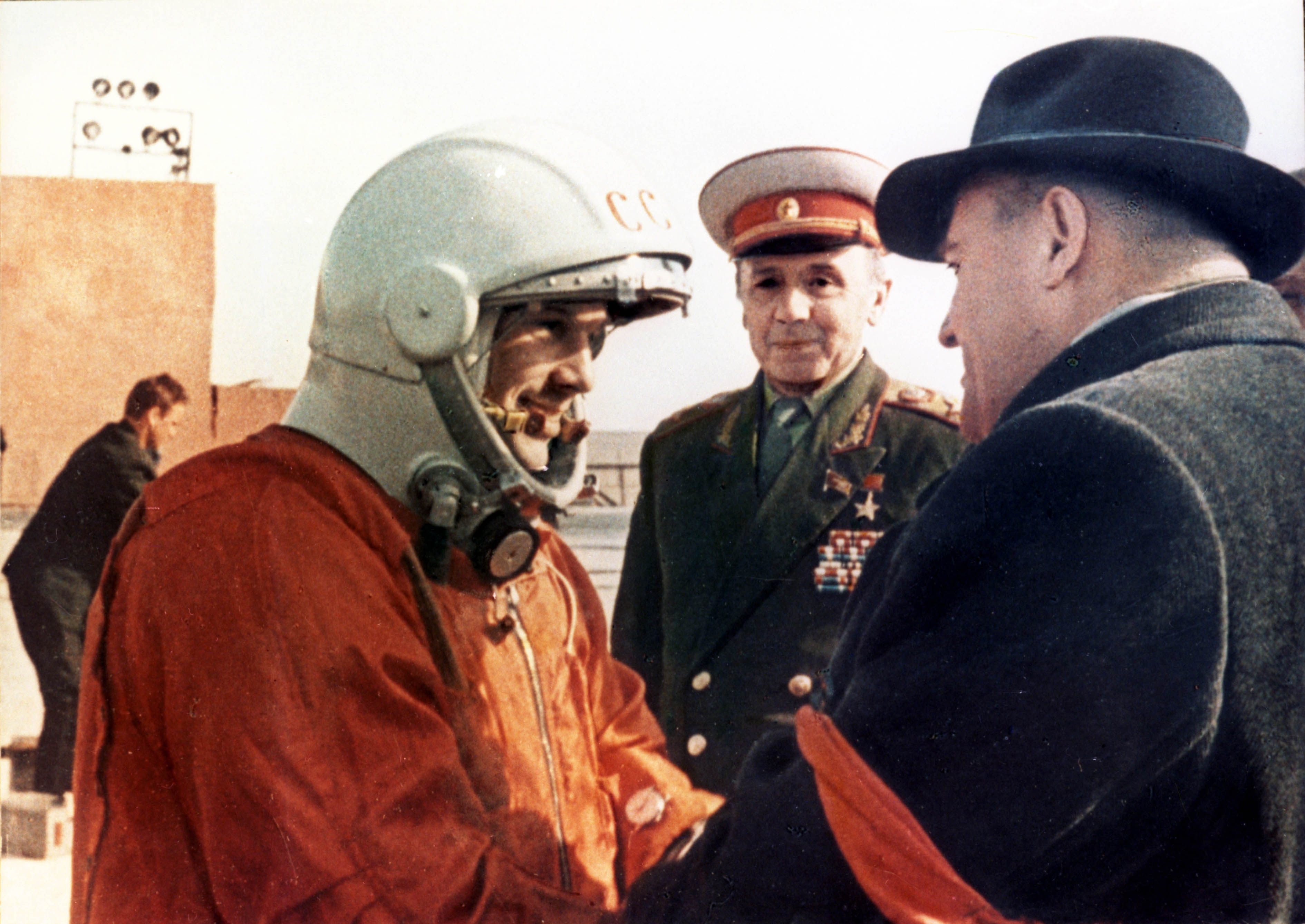
Юрий Алексеевич Гагарин перед полётом (рядом с ним Сергей Павлович Королёв и Кирилл Семёнович Москаленко 12 апреля 1961 года

Создав первый пилотируемый космический корабль «Восток-1», реализовал первый в мире полёт человека в космос — гражданина СССР Юрия Гагарина — по околоземной орбите. Королёв в решении проблемы освоения человеком космического пространства не спешил. Первый космический корабль сделал только один виток: никто не знал, как человек будет себя чувствовать при столь продолжительной невесомости, какие психологические нагрузки будут действовать на него во время необычного и неизученного космического путешествия.
За подготовку первого полёта человека в космос Королёв был вторично удостоен звания Героя Социалистического Труда (Указ не публиковался).
Вслед за первым полётом Ю. А. Гагарина 6 августа 1961 года Германом Титовым на корабле «Восток-2» был совершён второй космический полёт, который длился одни сутки. Опять — скрупулёзный анализ влияния условий полёта на функционирование организма. Затем совместный полёт космических кораблей «Восток-3» и «Восток-4», пилотируемых космонавтами Андрияном Николаевым и Павлом Поповичем, с 11 по 12 августа 1962 года; между космонавтами была установлена прямая радиосвязь. На следующий год — совместный полёт космонавтов Валерия Быковского и Валентины Терешковой на космических кораблях «Восток-5» и «Восток-6» с 14 по 16 июня 1963 года: изучается возможность полёта в космос женщины. После полёта Королёв сказал своей жене, что женщинам в космосе не место.
С 12 по 13 октября 1964 года на более сложном космическом корабле «Восход» в космосе был экипаж из трёх человек различных специальностей: командира корабля, бортинженера и врача.
Первый в мире выход в открытый космос состоялся 18 марта 1965 года во время полёта корабля «Восход-2» с экипажем из двух человек. Космонавт Алексей Леонов в скафандре вышел через шлюзовую камеру и находился вне корабля около 20 минут. Второй космонавт, Павел Беляев, оставался в корабле.

### Проект освоения Марса
Королёву принадлежит приоритет в деле практического начала работ по пилотируемым полётам на Марс. По сведениям американских источников, в 1959 году Королёв убедил советское руководство поддержать разработку проекта по посылке марсохода на Марс. Команда Королёва начала разработку сверхтяжёлой межпланетной ракеты с кодовым названием ТМК — Тяжёлый межпланетный корабль. Ракета должна была выводиться ракетой-носителем сверхтяжёлого класса Н-1. 12 апреля 1960 года Королёв известил советское руководство об изменении плана и добавлении задачи посадки космонавтов на поверхность Марса, когда 3 или 4 космических аппарата одновременно летят к Красной планете. Хотя данная инициатива не получила одобрения со стороны Кремля, это ещё не было концом программы по посылке людей на Марс. Идеи исследований других планет с помощью пилотируемых станций продолжали развиваться и набирали всё большую поддержку в среде учёных и инженеров космических программ.

### Проект орбитальной станции
Продолжая развивать программу пилотируемых околоземных полётов, Королёв начал реализовывать свои идеи о разработке пилотируемой ДОС (долговременная орбитальная станция). Её прообразом явился принципиально новый, более совершенный, чем предыдущие, космический корабль «Союз». В состав этого корабля входил бытовой отсек, где космонавты могли долгое время находиться без скафандров и проводить научные исследования. В ходе полёта предусматривались также автоматическая стыковка на орбите двух кораблей «Союз» и переход космонавтов из одного корабля в другой через открытый космос в скафандрах. Королёв не дожил до воплощения своих идей в космических кораблях «Союз».

### Лунный проект
Ещё в середине 1950-х годов Королёв вынашивал идеи запуска человека на Луну. Соответствующая космическая программа разрабатывалась при поддержке Н. С. Хрущёва. Основным содержанием её было осуществление советской пилотируемой экспедиции на поверхность Луны на основе применения сверхтяжёлой ракеты, получившей наименование Н-1. Однако эта программа так и не была реализована ни при жизни Сергея Павловича, ни позже из-за совокупности причин, среди которых называются, например, отсутствие единоначалия (программа разрабатывалась под руководством Минобороны СССР, в котором Королёв не работал), разногласия с главным конструктором ракетных двигателей В. П. Глушко, а также смена руководства КПСС — Л. И. Брежнев не придавал лунной программе такого значения, как Хрущёв. Основные технические решения проекта советской лунной пилотируемой экспедиции были разработаны под непосредственным руководством Королёва. После смерти Сергея Павловича и ряда неудачных попыток запуска Н-1 советская программа пилотируемого полёта на Луну была постепенно свёрнута в пользу исследования Луны беспилотными космическими аппаратами.

## История болезни и смерть
Состояние Королёва резко ухудшилось в начале декабря 1965 года после неудачи с «Луной-8». Супруга Нина Ивановна уговорила его заняться своим здоровьем лишь 14 декабря. После тщательного обследования в хирургическом отделении кремлёвской больницы ему настойчиво рекомендовали сделать операцию по удалению полипа из прямой кишки. Королёв не возражал против хирургического вмешательства, но был вынужден на время несколько раз покидать больницу: Так 16 декабря 1965 года неожиданно скончался его ближайший соратник и друг Леонид Воскресенский. 19-го Королёв произнес речь на его похоронах. После Нового года вопрос об операции снова приобрел высокую актуальность.
4 января 1966 года Королёв провел свой последний рабочий день, а уже 5 января приехал в приёмный покой. В этой же больнице проходила лечение его мать Мария Николаевна Баланина. Они встретились и имели долгую беседу.
Оперировал Сергея Павловича министр здравоохранения СССР Б. В. Петровский, а ассистировал Петровскому заведующий хирургическим отделением, доцент, кандидат медицинских наук Д. Ф. Благовидов. Позднее на операцию был срочно вызван профессор А. А. Вишневский.
Во время проведения операции у Королёва открылось кровотечение. Остановить его, удалив полипы, не удалось. Было принято решение вскрыть брюшную полость. Это не входило в первоначальный план операции и не было заранее подготовлено со стороны анестезиологов. Как прореагирует сердце больного на общую анестезию, никто сказать не мог: в больнице Королёву ни разу не сделали ЭКГ. Когда стали подбираться к месту кровотечения, обнаружили опухоль величиной с кулак. Это была ангиосаркома — злокачественная опухоль. Петровский принял решение удалить ангиосаркому. При этом произвели удаление части прямой кишки. Предстояло вывести оставшуюся часть через брюшину. При интубации трахеи возникли сложности: ему не смогли ввести дыхательную трубку, поэтому пришлось делать трахеотомию.
Дочь Наталья Королёва считает, что трагедия случилась из-за короткой шеи Королёва и тугоподвижности челюстей, сломанных во время допросов после ареста. Остановка сердца произошла спустя 30 минут после окончания операции, ещё на операционном столе, когда Королёв отходил от наркоза.
Официальное медицинское заключение было опубликовано 16 января 1966 года в газете «Правда», № 16 (17333).

Медицинское заключение о болезни и причине смерти товарища Королёва Сергея Павловича:

Тов. С. П. Королёв был болен саркомой прямой кишки. Кроме того, у него имелись: атеросклеротический кардиосклероз, склероз мозговых артерий, эмфизема лёгких и нарушение обмена веществ. С. П. Королёву была произведена операция удаления опухоли с экстирпацией прямой и части сигмовидной кишки. Смерть тов. С. П. Королёва наступила от сердечной недостаточности (острая ишемия миокарда).
— Министр здравоохранения СССР, действительный член АМН СССР, профессор Б. В. Петровский; действительный член АМН СССР, профессор А. А. Вишневский; заведующий хирургическим отделением больницы, доцент, кандидат медицинских наук Д. Ф. Благовидов; член-корреспондент АМН СССР, профессор А. И. Струков; начальник Четвёртого главного управления при Минздраве СССР, заслуженный деятель науки, профессор A. M. Марков.

### Похороны
Гроб с телом покойного был установлен в Колонном зале Дома Союзов. Для прощания с покойным был открыт доступ 17 января 1966 года с 12 до 20 часов. Похороны с государственными почестями состоялись на Красной площади Москвы 18 января в 13 часов. Урна с прахом Королёва захоронена в Кремлёвской стене.

## Личность
Академик А. Д. Сахаров, знавший Королёва по совместной работе по разработке термоядерного оружия, однажды назвал его «блестящим», но также «хитрым, безжалостным и циничным» в преследовании своих целей.
Ещё один современник Королёва, работавший вместе с ним, — Иосиф Гительзон — дал мировоззрению Королёва, позволявшему ему служить советскому режиму сперва под началом Сталина, а затем Хрущёва, характеристику, которую можно применить почти к любому советскому гражданину того времени:
Мы в те дни погружались в своего рода добровольную шизофрению. Берешь свою душу и делишь ее на две независимые части. Можно научиться жить в одной части своей души, а правду держать в другой. Эти половинки души могут полностью отрицать друг друга, при этом каждая остается внутренне логичной… Правдивую часть можно раскрыть лишь перед своей семьей и очень небольшим числом близких друзей.
Лично водил машину; ездил на немецком автомобиле марки Opel с огромной скоростью.
Был вспыльчив, не терпел когда подчиненные проявляли небрежность или не хотели брать на себя ответственность за ошибки. «Королёвские „разгоны“ стали легендой, — вспоминал один свидетель, — делал он это мастерски». В легенду вошли не только приступы ярости Королёва, но и его доброта. Инженерам, у которых серьёзно болели или умирали родители, Королёв организовывал место в самолёте или предоставлял им свой личный транспорт.
Обедал в общей столовой. Некоторые обращали внимание на то, что он ест быстро и по старой зековской привычке подчищает тарелку кусочком хлеба.

## Семья

Могила М. Н. Баланиной на Армянском кладбище Москвы

- Мать — Мария Николаевна Баланина (1888—1980).
- Первая жена — Ксения Максимилиановна Винцентини (1907—1991)[69], хирург Боткинской больницы[70]. Развелись 26 августа 1949 года.
  - Дочь Наталья Сергеевна (1935—2023), доктор медицинских наук, профессор кафедры госпитальной хирургии 1-го МГМУ имени И. М. Сеченова, лауреат Государственной премии (1982)[70], почётный гражданин города Королёва[71].
    - Внук Андрей Вадимович Королёв (1962), доктор медицинских наук, специалист по ортопедической хирургии и спортивной травматологии.
    - Внук Сергей Вадимович Королёв (1967) — инженер, окончил МВТУ им. Н. Э. Баумана.
- Вторая жена — Нина Ивановна Королёва (урождённая Котенкова) (20.10.1920—25.4.1999)[72]. Брак заключен в 1949 году[73].

## Изобретения
В 1930 году Королёв начал работать над планером, на котором можно будет выполнять фигуры высшего пилотажа — «Красная звезда». Из-за нового профиля крыла и перегруженного во время строительства корпуса модель сначала казалась не успешной. Первые лётные испытания сделал сам конструктор. Однако эта модель имела существенный недостаток — плохую устойчивость. И все же пилот Василий Степанчонок смог сделать три «мёртвых петли» на этом аэроплане.

## Награды и звания
- Дважды Герой Социалистического Труда (20.04.1956; 17.06.1961).
- Награждён тремя орденами Ленина, орденом «Знак Почёта» и медалями.
- Лауреат Ленинской премии.
- Академик АН СССР.
- Член-корреспондент Академии артиллерийских наук.
- Почётный гражданин городов Королёв, Калуга и Байконур[75].
- Инженер-полковник[6].

## Память

Мемориальная доска на доме где Сергей Королёв жил на Байконуре

### Дома-музеи
В 1970 году в Житомире, в доме, где родился Королёв, открыт дом-музей С. П. Королёва.

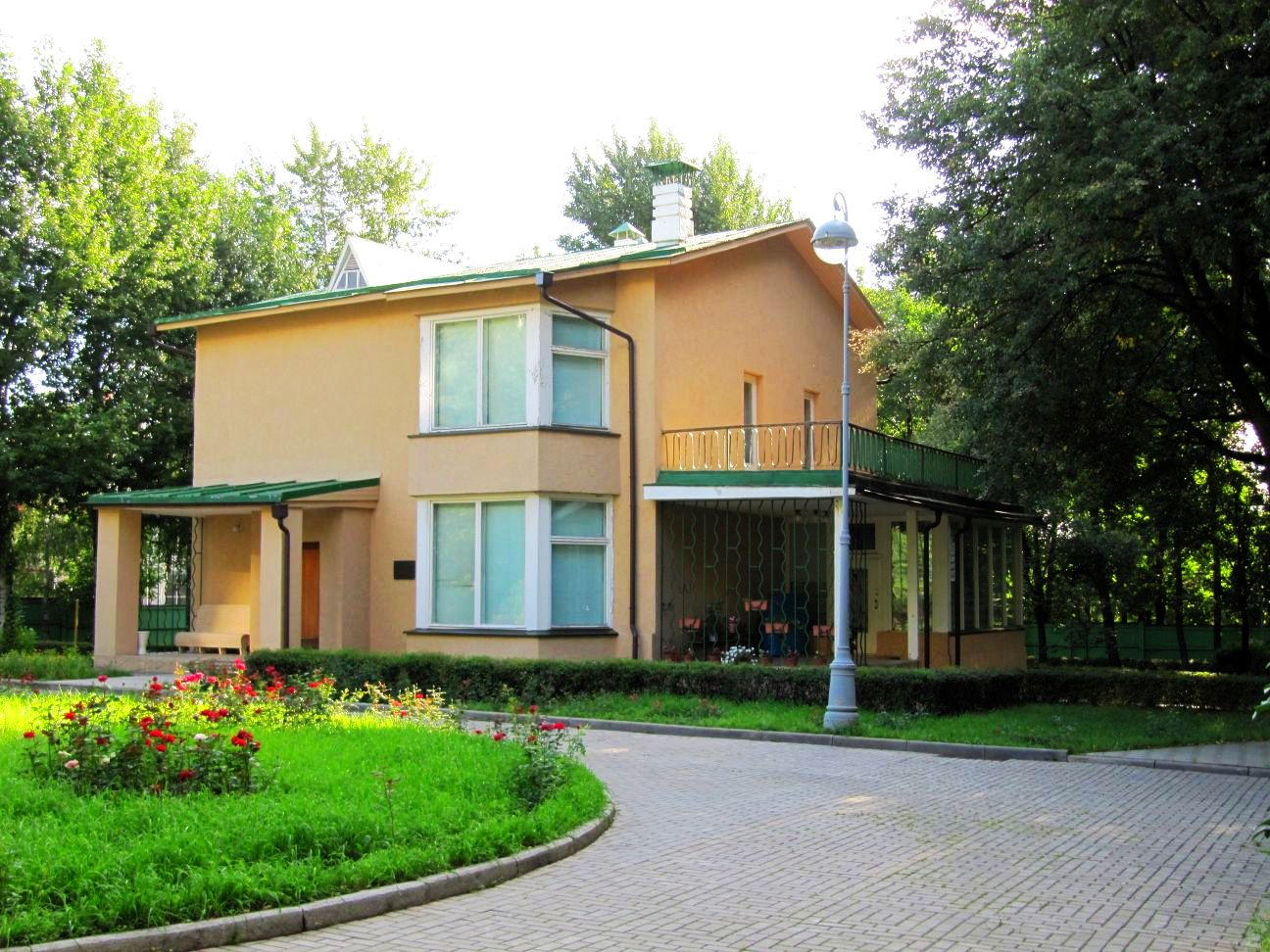
Мемориальный дом-музей академика С. П. Королёва в Москве

В 1975 году в Москве, в доме, где Королёв жил и работал последние годы жизни, открыт Мемориальный дом-музей академика С. П. Королёва.
В 1987 году в Житомире открыт Музей космонавтики имени Сергея Павловича Королёва (ныне Национальный музей космонавтики имени С. П. Королёва).

### Памятники

Памятник Академику Королёву в Чебоксарах
Бюст Сергею Павловичу Королёву у СГАУ в Самаре
Памятник Юрию Гагарину и Сергею Королёву «Перед полётом» в городе Энгельсе
Бюсты С. Королёва и Ю. Гагарина возле кинотеатра «Космос» в Симферополе
Памятник С.П. Королёву в Байконуре

Список памятников Сергею Королёву:
в России:
- Памятник в городе Королёв (Московская область) на проспекте Королёва.
- Памятник Королёву и Юрию Гагарину в Таганроге.
- Памятник Королёву и Гагарину в городе Королёве на центральной площади[78].
- Памятник в Москве.
- Памятник-бюст в Самаре около национального исследовательского университета имени Королёва.
- Памятник в Чебоксарах[79].
- Памятник-бюст на проспекте Королёва в Санкт-Петербурге на территории спортивной школы (8.04.2017)[80][81].
- Памятник около учебно-лабораторного корпуса МГТУ им. Н. Э. Баумана (Москва).
- Памятник Королёву открыт в августе 2016 года в Омске к 300-летию города перед ДК Химик на проспекте Королёва.
- Памятник в корпусе факультета СМ МГТУ им. Н. Э. Баумана.
- Бюст во дворе школы имени С. П. Королёва в г. Тольятти (открыт 29 мая 2017 года).
- Памятник в Железногорске Красноярского края (возле КГОАУ «Школа космонавтики»).
- Памятник Юрию Гагарину и Сергею Королёву «Перед полётом» на набережной Волги в городе Энгельсе Саратовской области (открыт 25.08.2017)[82].
- Барельеф-портрет С. П. Королёва установлен в Парке покорителей космоса им. Юрия Гагарина, открытом 9 апреля 2021 года в Саратовской области.
- Памятник в городе Знаменске, Астраханской области (полигон Капустин Яр).

В других странах:
- Памятник в Байконуре (Казахстан).
- Памятник установлен на Музейной площади Национального технического университета Украины (КПИ) в Киеве.
- Памятник в Житомире (Украина).
- Памятник в Мадриде (Испания)[83].

## Объекты, названые в честь Королёва

### Населённые пункты
- Город Королёв в Московской области.

### Улицы и другие городские объекты
- Проспект Королёва в разных населённых пунктах.
- Улица Академика Королёва в разных населённых пунктах.
- Улица Королёва в разных населённых пунктах.
- Бульвар Королёва в Тольятти.
- Бульвар Академика Королёва в Нижнем Новгороде[84].
- Микрорайон Королёва в городе Старый Оскол.
- Площадь Королёва в Житомире.
- Королёвский район в Житомире.

### Космические тела
- Кратер на Марсе.
- Кратер на обратной стороне Луны.
- Астероид 1855 Королёв.

### Учреждения
- Ракетно-космическая корпорация (РКК) «Энергия» им. С. П. Королёва.
- Самарский национальный исследовательский университет имени академика С. П. Королёва (Самарский университет). В 2011 году возле университета установили бюст Сергею Королёву[85].
- Международный аэропорт «Курумоч» (г. Самара) имени С. П. Королёва.
- Житомирский военный институт имени С. П. Королёва.
- Научно-исследовательское судно «Академик Сергей Королёв»[86][87].
- Открытое акционерное общество «Меридиан» им. С. П. Королёва — правопреемник Киевского завода «Радиоприбор» им. С. П. Королёва в Киеве.
- Дом Культуры имени С. П. Королёва в Киеве.
- Средняя школа № 20 им. С. П. Королёва Черёмушкинского района Москвы (ныне преобразована). В школе также действовал небольшой музей Королёва.
- Школа имени академика С. П. Королёва г. Тольятти (2016).
- МБОУ лицей № 45 имени академика С. П. Королёва в Кропоткине Краснодарского края.

### Прочее
- Авиалайнер Airbus A321 (VQ-BEI) «С. Королёв» авиакомпании «Аэрофлот — Российские авиалинии» (2009—2018; далее этот борт под регистрацией C-GEZJ обслуживает канадского перевозчика Air Transat).
- Станция монорельсовой дороги в Москве «Улица Академика Королёва».
- Один из больших конференц-залов компании SpaceX носит имя Сергея Королёва[88].
- гора в Антарктиде (Земля Королевы Мод) в 1966 году была названа в честь С. П. Королёва[89].

### Награды и знаки
- Золотая медаль имени С. П. Королёва, присуждаемая с 1967 по 1991 АН СССР, с 1991 − РАН.
- Медаль имени С. П. Королёва, присуждаемая Федерацией космонавтики России.
- Знак Королёва — ведомственная награда Федерального космического агентства.

#### Королёв в филателии
Дата рождения Королёва на почтовых марках разная — указана иногда по старому стилю, иногда по новому.

Почтовые марки и конверты
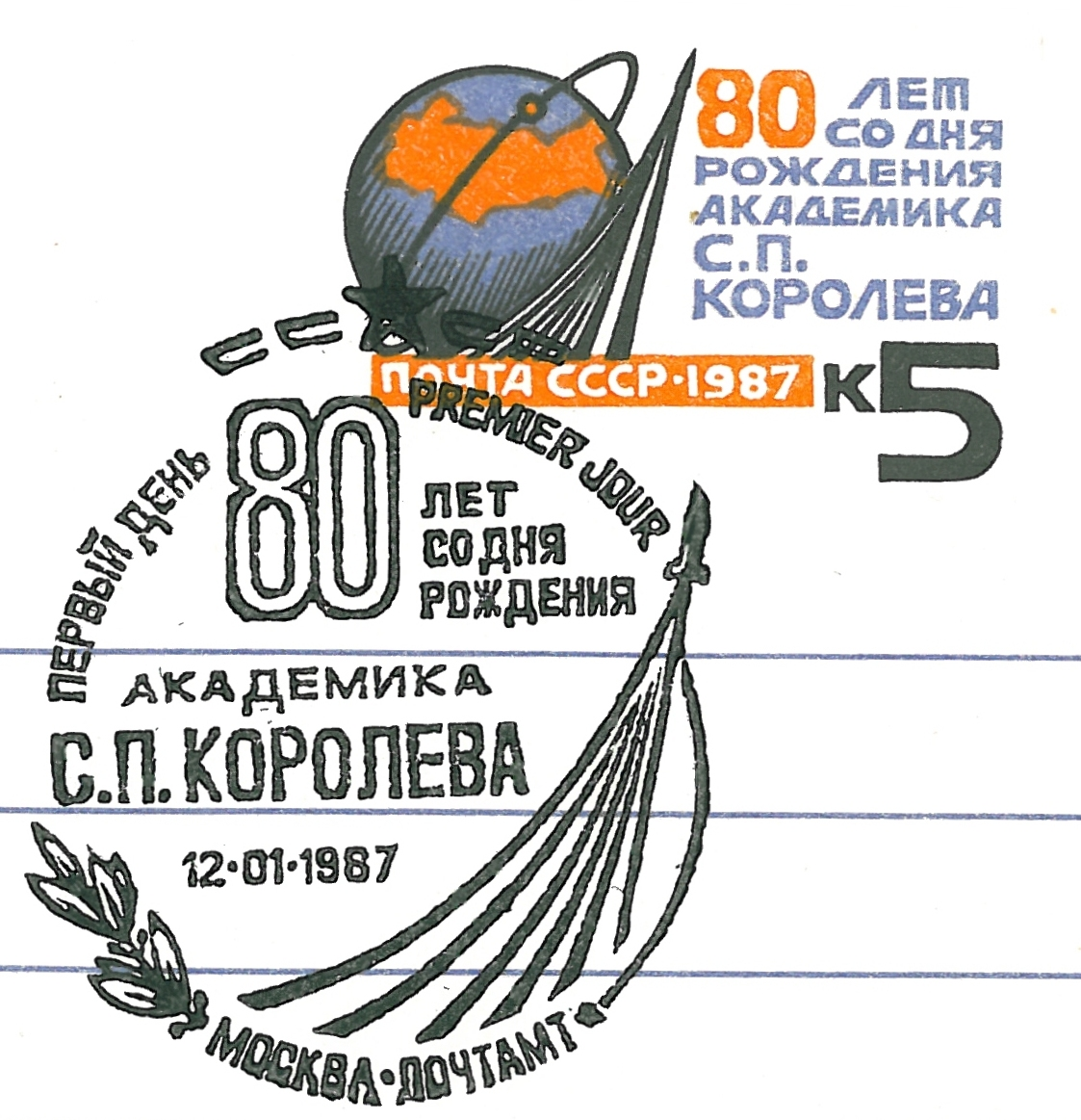
Памятное гашение, посвящённое 80-летию Королёва
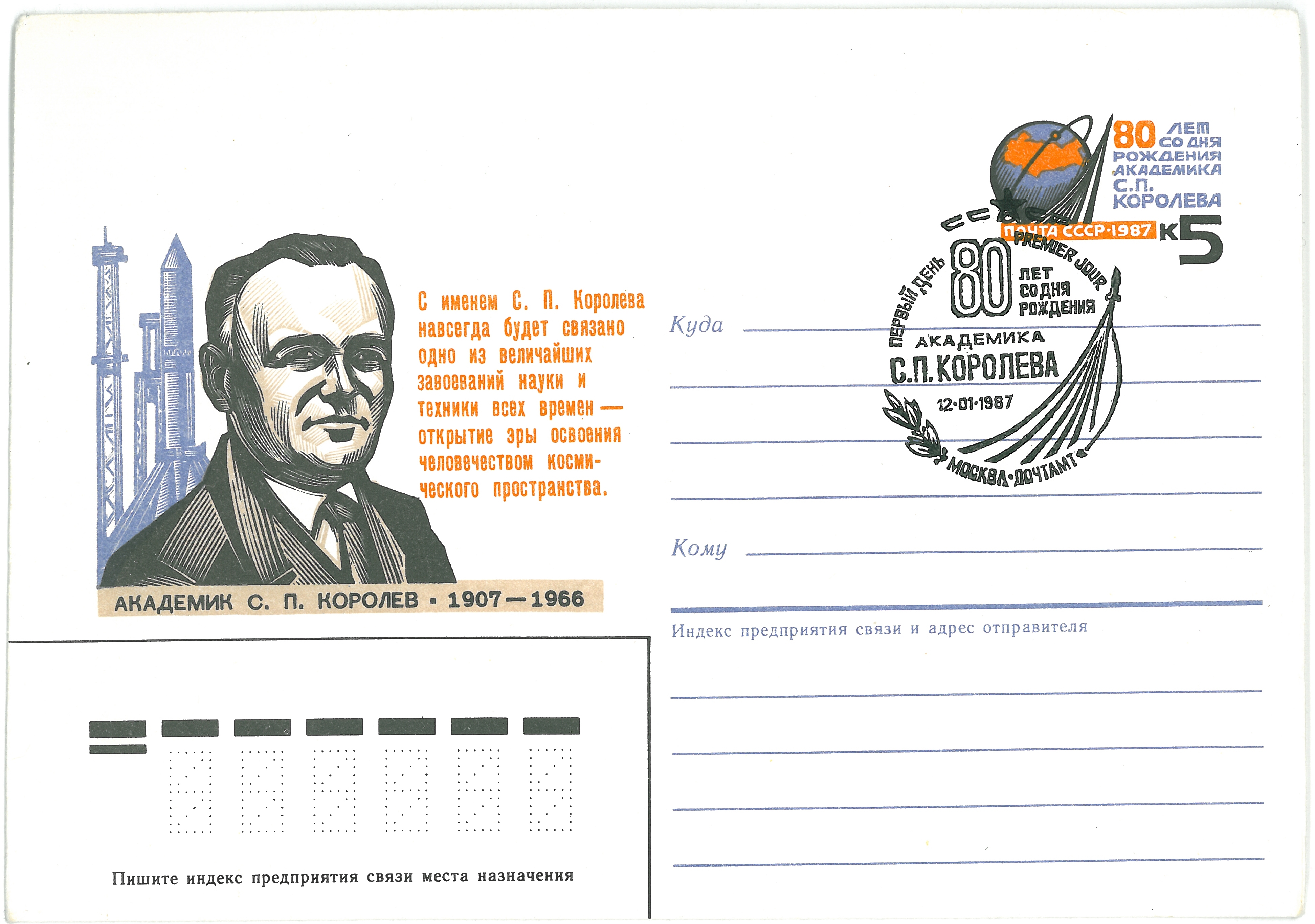
Почтовый конверт СССР, 1987 год
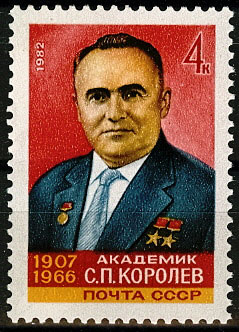
Почтовая марка СССР, 1982 год
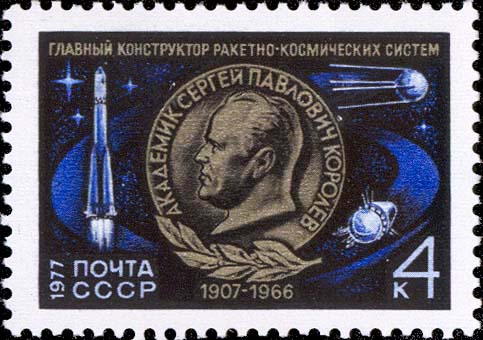
Почтовая марка СССР, 1977 год
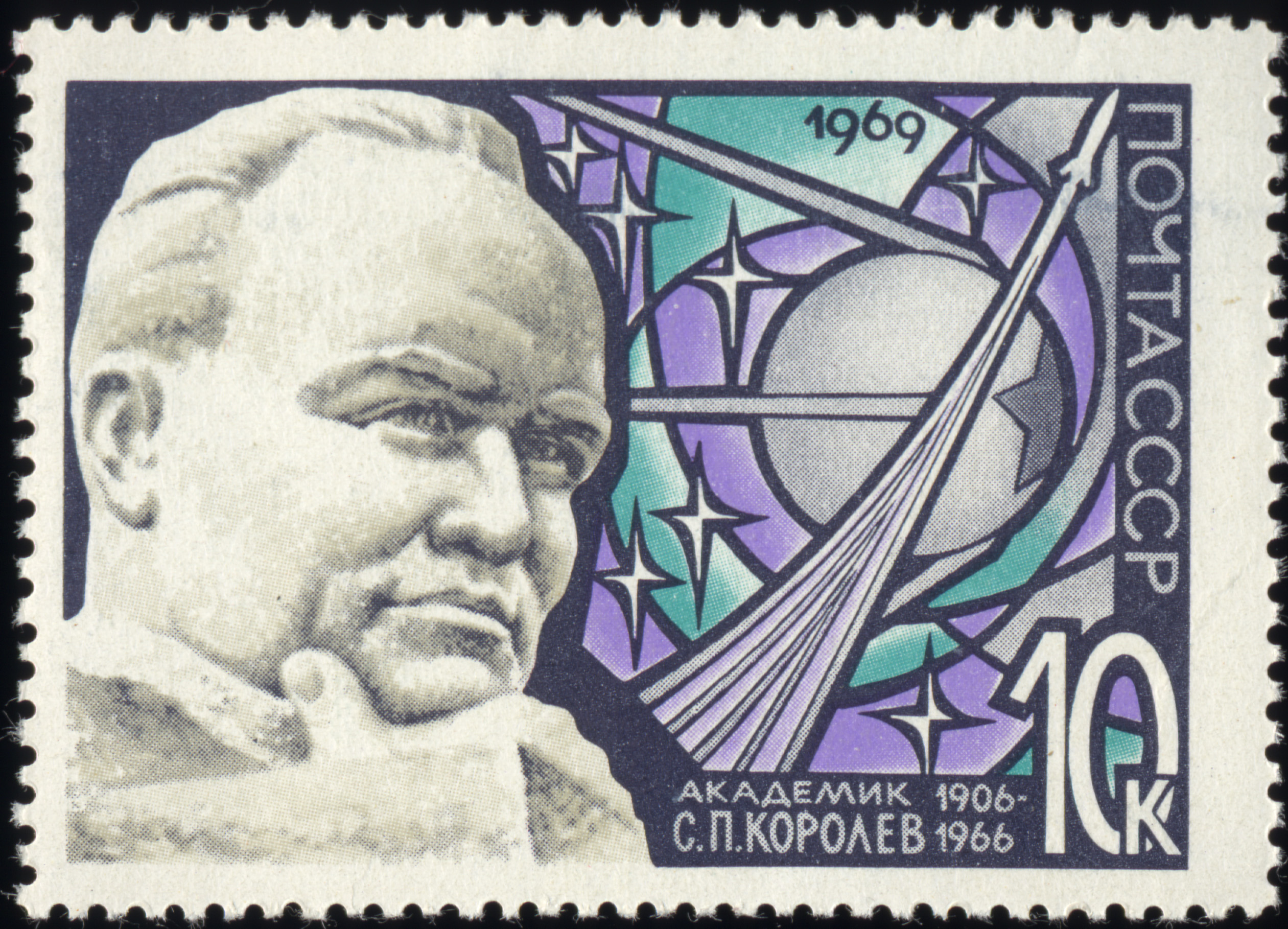
Почтовая марка СССР, 1969 год
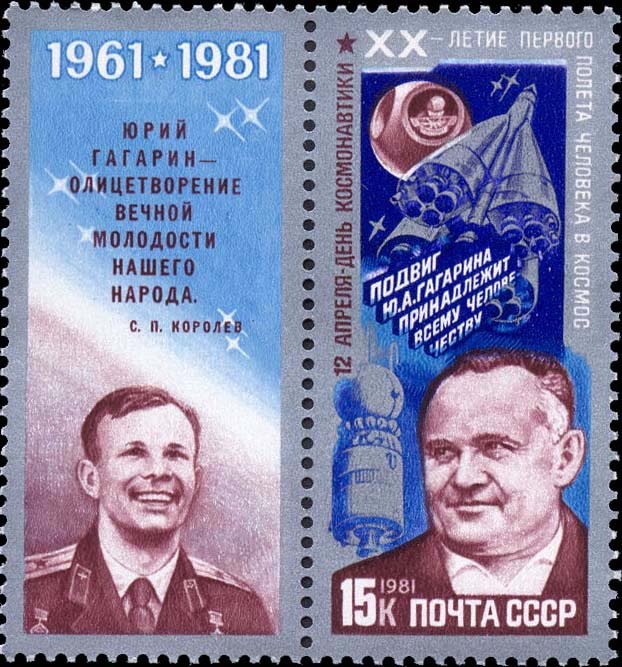
Почтовая марка СССР
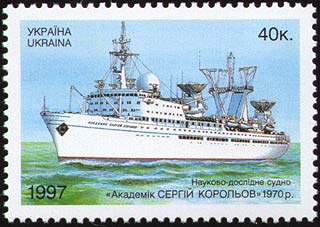
Научно-исследовательское судно «Академик Сергей Королёв»
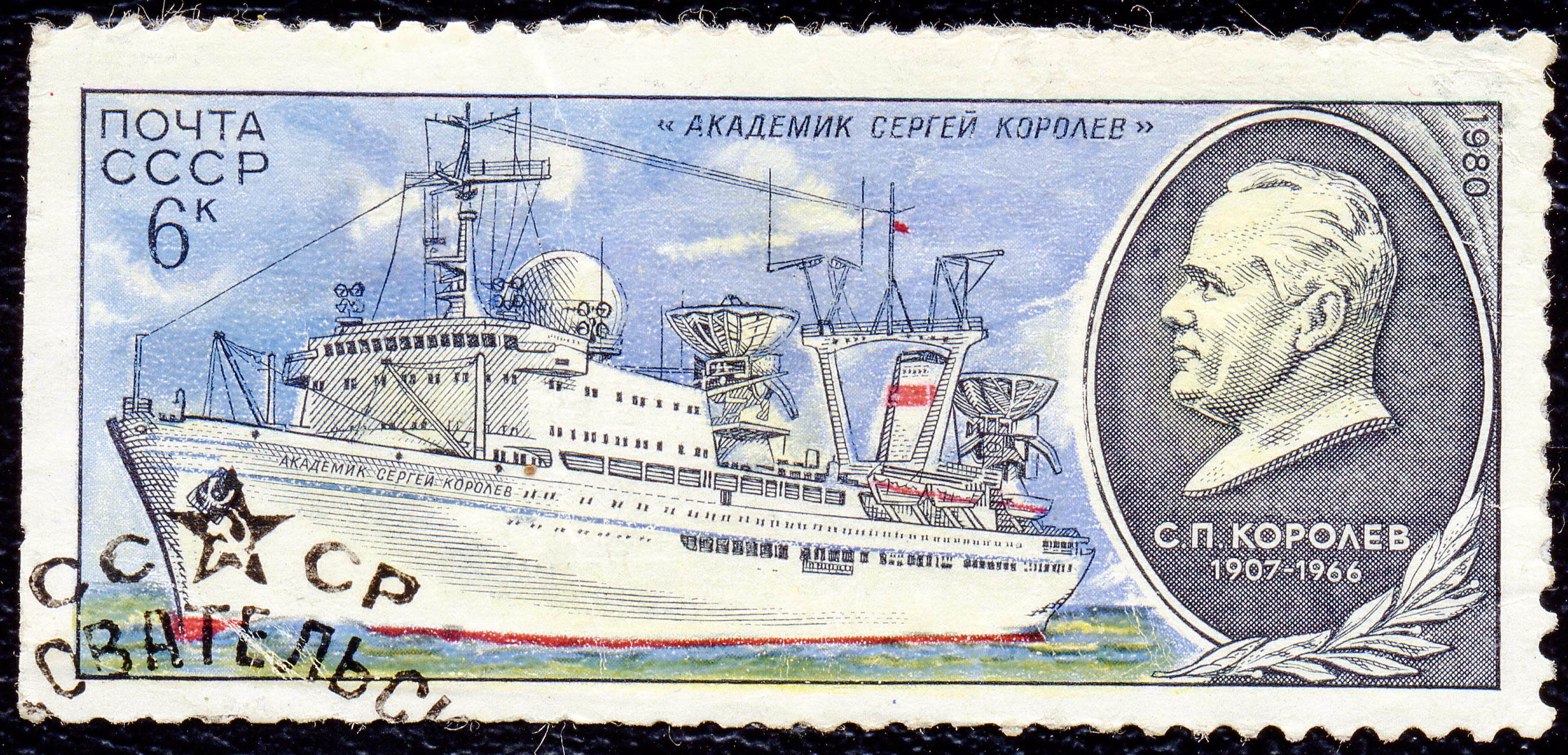
Научно-исследовательское судно «Академик Сергей Королёв»
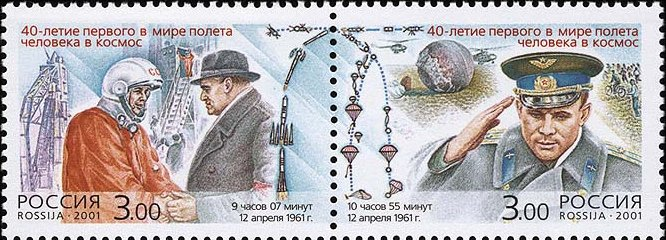
На почтовой марке России
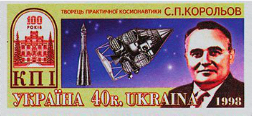
На почтовой марке Украины, 1998 год
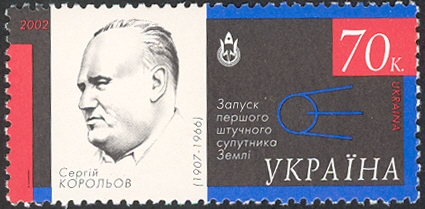
На почтовой марке Украины, 2002 год
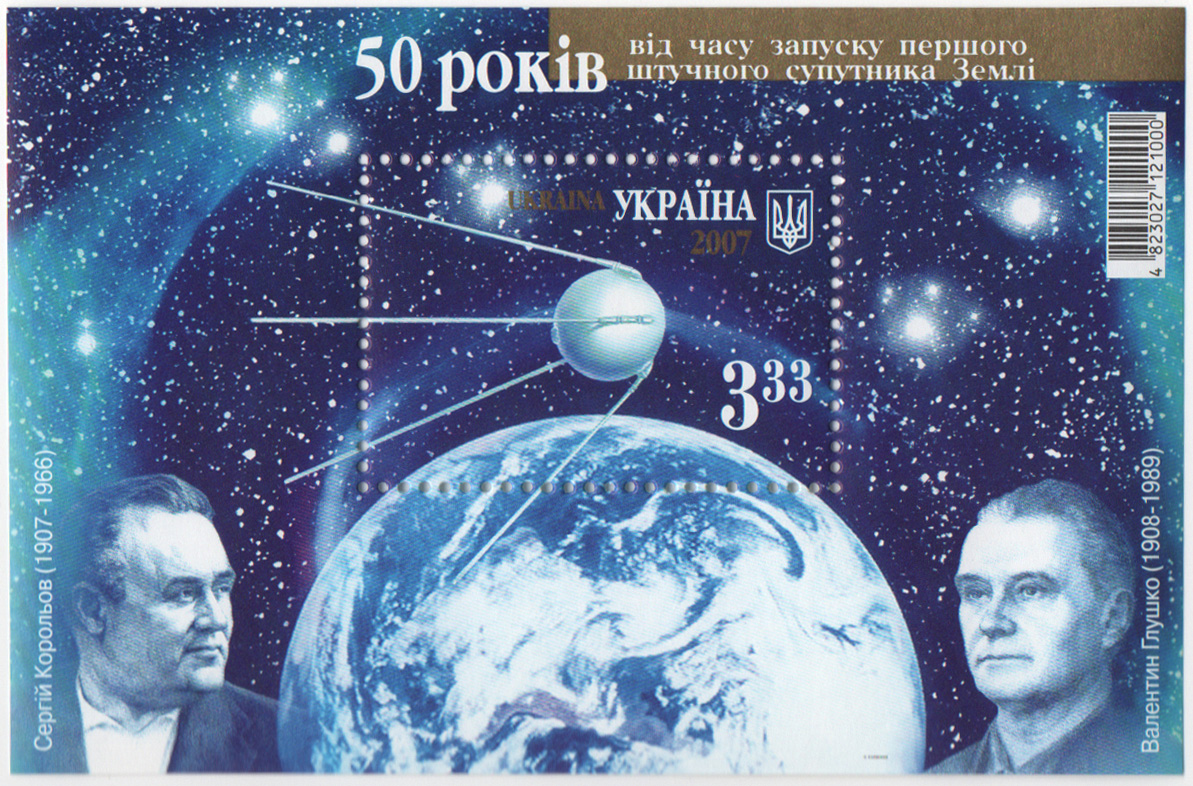
На почтовой марке Украины с В. П. Глушко, 2007 год
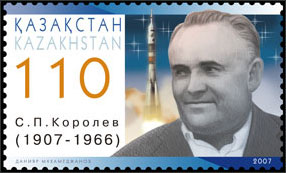
На почтовой марке Казахстана
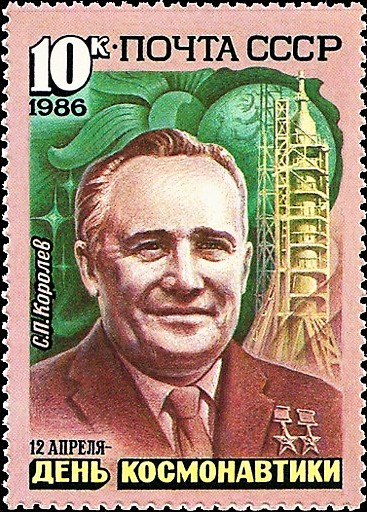
Почтовая марка СССР № 5713.1986 г. День космонавтики.

#### В нумизматике

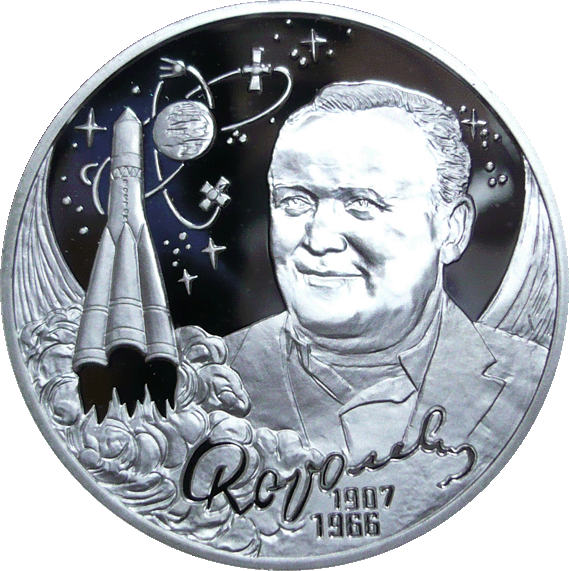
Памятная серебряная монета Банка России, посвящённая Королёву (номинал 2 руб., 2007 год)
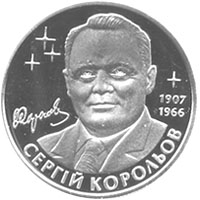
Памятная юбилейная монета Национального банка Украины, посвящённая Королёву  (номинал 2 грн, 2007 год)

#### В космонавтике
Пилотируемый космический корабль Союз МС-21 «С. П. Королёв», запуск которого произошёл 18 марта 2022 года.

## Фильмы

### Художественные и телевизионные
- 1966 «Иду искать» (Гусаров (прообраз Королёва) — Георгий Жжёнов)
- 1972 «Укрощение огня» (Башкирцев (прообраз Королёва) — Кирилл Лавров)
- 1982 «Разбег» — о юности Королёва (Владимир Баранов)
- 1985 «Корабль пришельцев» (Олег Табаков)
- 2005 «Битва за космос» (Стив Николсон)
- 2007 «Королёв» (Сергей Астахов)
- 2011 «„Кедр“ пронзает небо» (Игорь Скляр)
- 2011 Телесериал «Фурцева» (Алексей Янин)
- 2011 «Наш космос» (Иван Шабалтас)
- 2013 «Гагарин. Первый в космосе» (Михаил Филиппов)
- 2015 «Главный» (Валерий Гришко)
- 2017 «Время первых» (Владимир Ильин)
- 2017 «Лачуга должника» (Вадим Волков)

### Документальные
- «Главный конструктор. Часть 1-я. Разбег». ТО «Экран». 1973 г.
- «Главный конструктор. Часть 2-я. Взлет». ТО «Экран». 1973 г.
- Королёв. 1 серия. Научно-популярный фильм (1986). Производство Центрнаучфильм, 54 минуты.
- Королёв. 2 серия. Научно-популярный фильм (1986). Производство Центрнаучфильм, 59 минут.
- «Сергей Королёв. Судьба» — творческая мастерская «Студия А», «Первый канал», 2004
- «Освобождение конструктора» — телекомпания «Цивилизация», цикл «Империя Королёва». Фильм 1. Телеканал «Культура», 2006
- «Трофейный космос» — телекомпания «Цивилизация», цикл «Империя Королёва». Фильм 2. Телеканал «Культура», 2006
- «Недосягаемая Луна» — телекомпания «Цивилизация», цикл «Империя Королёва». Фильм 3. Телеканал «Культура», 2006
- «Царь-ракета. Прерванный полёт» — Телестудия Роскосмоса, «ТВ Центр», 2006
- «Мир состоит из звёзд и из людей» — Телеканал «Культура», 2006
- «Первые на Марсе. Неспетая песня Сергея Королёва» — телестудия Роскосмоса, 2007
- «Сергей Королёв. Достучаться до небес» — телестудия Проспект ТВ, «Первый канал», 2007
- «Сергій Корольов» — «НТУ», 2007
- «Пять смертей академика Королёва» — Студия «07 Продакшн», телеканал «Интер», 2009
- «Королёв. Обратный отсчёт» — телеканал «НТВ», 2010
- «Сергей Королёв. Жизнь на космической скорости» — телестудия Роскосмоса, программа «Русский космос», телеканал «Россия-2», 2011
- Открытый космос, 4 серии, 2011
- Гении, 2015, 8 серий, в 7 серии про ракетно-космическую отрасль.
- «Колыма — родина нашего страха / вДудь», 2019 (Юрий Дудь)
- «Дудь, Колыма и арест Королёва». Канал «Плохой сигнал», 2019 (авторы: Егор Иванов, Алина Браздейкене).